# Distritos Judiciais Federais dos Estados Unidos

Mapa dos Tribunais de Apelações Federais e Tribunais Distritais Federais dos EUA

No sistema judicial federal dos EUA, o país é dividido em 94 distritos judiciais. Cada estado deve possuir ao menos um distrito judicial, assim como os Distritos de Columbia e Porto Rico.
Cada distrito judicial contém um Tribunal Distrital dos Estados Unidos com um tribunal de falências sob sua autoridade. Há também um Procurador dos Estados Unidos em cada distrito, que atua como procurador federal no distrito, processando casos criminais federais e defendendo o governo em processos civis contra eles; o procurador dos Estados Unidos não é empregado pelo poder judiciário, mas pelo Departamento de Justiça, parte do poder executivo. Há também um Defensor Público Federal que representa pessoas acusadas de crimes federais que não podem pagar seus próprios advogados; alguns defensores atuam em mais de um distrito judicial. Cada distrito também tem um Delegado dos Estados Unidos que serve ao sistema judicial.
Três territórios dos Estados Unidos — as Ilhas Virgens, Guam e as Ilhas Marianas do Norte — têm tribunais distritais que julgam casos federais, incluindo casos de falência. Distritos judiciais federais também foram estabelecidos no Distrito de Columbia e em Porto Rico. Os tribunais em outras áreas insulares são tribunais territoriais, de acordo com o Artigo I da Constituição, e não tribunais distritais dos Estados Unidos, embora tenham jurisdição semelhante.
Somente dois distritos têm jurisdição sobre áreas fora do estado onde o tribunal está localizado:
- O Distrito de Wyoming inclui todo o Parque Nacional de Yellowstone, incluindo áreas em Montana e Idaho .
- O Distrito do Havaí inclui a Ilha Midway, a Ilha Palmyra e várias outras possessões insulares desabitadas do Pacífico dos Estados Unidos.

## Lista de distritos
Abaixo está uma lista dos distritos judiciais federais e os locais onde cada tribunal "se reúne" (realiza julgamentos) em cada distrito.
| Circuito | Estado               | Distrito             | Sedes                                                                                |
| -------- | -------------------- | -------------------- | ------------------------------------------------------------------------------------ |
| 11       | Alabama              | Norte                | Florence, Huntsville, Decatur, Birmingham, Anniston, Tuscaloosa                      |
| 11       | Alabama              | Central              | Montgomery, Dothan, Opelika                                                          |
| 11       | Alabama              | Sul                  | Mobile                                                                               |
| 9        | Alaska               | Alaska               | Anchorage, Fairbanks, Juneau, Ketchikan, Nome                                        |
| 9        | Arizona              | Arizona              | Phoenix, Prescott, Tucson, Yuma, Flagstaff                                           |
| 8        | Arkansas             | Leste                | Little Rock, Helena, Jonesboro                                                       |
| 8        | Arkansas             | Oeste                | Texarkana, El Dorado, Fort Smith, Harrison, Fayetteville, Hot Springs                |
| 9        | California           | Norte                | Eureka, Oakland, San Francisco, San Jose                                             |
| 9        | California           | Leste                | Fresno, Redding, Sacramento, Bakersfield, Yosemite                                   |
| 9        | California           | Central              | Riverside, Los Angeles, Santa Ana                                                    |
| 9        | California           | Sul                  | San Diego, El Centro                                                                 |
| 10       | Colorado             | Colorado             | Denver, Durango, Grand Junction, Colorado Springs                                    |
| 2        | Connecticut          | Connecticut          | Bridgeport, Hartford, New Haven                                                      |
| 3        | Delaware             | Delaware             | Wilmington                                                                           |
| D.C.     | Distrito de Columbia | Distrito de Columbia | Washington                                                                           |
| 11       | Florida              | Norte                | Gainesville, Panama City, Pensacola, Tallahassee                                     |
| 11       | Florida              | Central              | Fort Myers, Jacksonville, Ocala, Orlando, Tampa                                      |
| 11       | Florida              | Sul                  | Fort Lauderdale, Fort Pierce, Key West, Miami, West Palm Beach                       |
| 11       | Georgia              | Norte                | Gainesville, Atlanta, Rome, Newnan                                                   |
| 11       | Georgia              | Central              | Athens, Macon, Columbus, Albany, Valdosta                                            |
| 11       | Georgia              | Sul                  | Augusta, Dublin, Savannah, Waycross, Brunswick, Statesboro                           |
| 9        | Hawaii               | Hawaii               | Honolulu                                                                             |
| 9        | Idaho                | Idaho                | Boise, Coeur d'Alene, Moscow, Pocatello                                              |
| 7        | Illinois             | Norte                | Chicago, Rockford                                                                    |
| 7        | Illinois             | Central              | Urbana, Peoria, Rock Island, Springfield                                             |
| 7        | Illinois             | Sul                  | Benton, East St. Louis                                                               |
| 7        | Indiana              | Norte                | Fort Wayne, South Bend, Hammond, Lafayette                                           |
| 7        | Indiana              | Sul                  | Indianapolis, Terre Haute, Evansville, New Albany                                    |
| 8        | Iowa                 | Norte                | Cedar Rapids, Sioux City                                                             |
| 8        | Iowa                 | Sul                  | Des Moines, Council Bluffs, Davenport                                                |
| 10       | Kansas               | Kansas               | Kansas City, Topeka, Wichita                                                         |
| 6        | Kentucky             | Leste                | Ashland, Covington, Frankfort, Lexington, London, Pikeville                          |
| 6        | Kentucky             | Oeste                | Bowling Green, Louisville, Owensboro, Paducah                                        |
| 5        | Louisiana            | Leste                | New Orleans                                                                          |
| 5        | Louisiana            | Central              | Baton Rouge                                                                          |
| 5        | Louisiana            | Oeste                | Alexandria, Lafayette, Lake Charles, Monroe, Shreveport                              |
| 1        | Maine                | Maine                | Bangor, Portland                                                                     |
| 4        | Maryland             | Maryland             | Baltimore, Greenbelt                                                                 |
| 1        | Massachusetts        | Massachusetts        | Boston, Springfield, Worcester                                                       |
| 6        | Michigan             | Leste                | Ann Arbor, Detroit, Flint, Port Huron, Bay City                                      |
| 6        | Michigan             | Oeste                | Grand Rapids, Kalamazoo, Lansing, Marquette                                          |
| 8        | Minnesota            | Minnesota            | Saint Paul, Minneapolis, Duluth, Fergus Falls                                        |
| 5        | Mississippi          | Norte                | Aberdeen, Oxford, Greenville                                                         |
| 5        | Mississippi          | Sul                  | Jackson, Natchez, Gulfport, Hattiesburg                                              |
| 8        | Missouri             | Leste                | St. Louis, Hannibal, Cape Girardeau                                                  |
| 8        | Missouri             | Oeste                | Kansas City, Joplin, Saint Joseph, Jefferson City, Springfield                       |
| 9        | Montana              | Montana              | Billings, Butte, Great Falls, Helena, Missoula                                       |
| 8        | Nebraska             | Nebraska             | Lincoln, North Platte, Omaha                                                         |
| 9        | Nevada               | Nevada               | Las Vegas, Reno                                                                      |
| 1        | Nova Hampshire       | Nova Hampshire       | Concord                                                                              |
| 3        | Nova Jérsei          | Nova Jérsei          | Camden, Newark, Trenton                                                              |
| 10       | Novo México          | Novo México          | Albuquerque, Las Cruces, Roswell, Santa Fe                                           |
| 2        | Nova Iorque          | Norte                | Albany, Binghamton, Plattsburgh, Syracuse, Utica                                     |
| 2        | Nova Iorque          | Sul                  | New York City, White Plains                                                          |
| 2        | Nova Iorque          | Leste                | Brooklyn, Central Islip                                                              |
| 2        | Nova Iorque          | Oeste                | Buffalo, Rochester                                                                   |
| 4        | North Carolina       | Leste                | Elizabeth City, Fayetteville, Greenville, New Bern, Raleigh, Wilmington              |
| 4        | North Carolina       | Central              | Durham, Greensboro, Winston-Salem                                                    |
| 4        | North Carolina       | Oeste                | Asheville, Charlotte, Statesville                                                    |
| 8        | Dakota do Norte      | Dakota do Norte      | Bismarck, Fargo, Grand Forks, Minot                                                  |
| 6        | Ohio                 | Norte                | Cleveland, Youngstown, Akron, Toledo                                                 |
| 6        | Ohio                 | Sul                  | Cincinnati, Dayton, Columbus                                                         |
| 10       | Oklahoma             | Norte                | Tulsa                                                                                |
| 10       | Oklahoma             | Leste                | Muskogee                                                                             |
| 10       | Oklahoma             | Oeste                | Oklahoma City                                                                        |
| 9        | Oregon               | Oregon               | Eugene, Medford, Pendleton, Portland                                                 |
| 3        | Pennsylvania         | Leste                | Allentown, Easton, Reading, Philadelphia                                             |
| 3        | Pennsylvania         | Central              | Harrisburg, Scranton, Wilkes-Barre, Williamsport                                     |
| 3        | Pennsylvania         | Oeste                | Erie, Johnstown, Pittsburgh                                                          |
| 1        | Porto Rico           | Porto Rico           | San Juan                                                                             |
| 1        | Rhode Island         | Rhode Island         | Providence                                                                           |
| 4        | Carolina do Sul      | Carolina do Sul      | Charleston, Columbia, Florence, Aiken, Greenville, Anderson, Spartanburg             |
| 8        | Dakota do Sul        | Dakota do Sul        | Aberdeen, Sioux Falls, Pierre, Rapid City                                            |
| 6        | Tennessee            | Leste                | Knoxville, Greeneville, Chattanooga, Winchester                                      |
| 6        | Tennessee            | Central              | Nashville, Cookeville, Columbia                                                      |
| 6        | Tennessee            | Oeste                | Jackson, Memphis                                                                     |
| 5        | Texas                | Norte                | Dallas, Fort Worth, Abilene, San Angelo, Amarillo, Wichita Falls, Lubbock            |
| 5        | Texas                | Sul                  | Galveston, Houston, Laredo, Brownsville, Victoria, Corpus Christi, McAllen           |
| 5        | Texas                | Leste                | Tyler, Beaumont, Sherman, Marshall, Texarkana, Lufkin                                |
| 5        | Texas                | Oeste                | Austin, Waco, El Paso, San Antonio, Del Rio, Pecos, Midland, Alpine, Fort Hood       |
| 10       | Utah                 | Utah                 | Salt Lake City, St. George                                                           |
| 2        | Vermont              | Vermont              | Brattleboro, Burlington, Rutland                                                     |
| 4        | Virginia             | Leste                | Alexandria, Newport News, Norfolk, Richmond                                          |
| 4        | Virginia             | Oeste                | Abingdon, Big Stone Gap, Charlottesville, Danville, Harrisonburg, Lynchburg, Roanoke |
| 9        | Washington           | Leste                | Spokane, Yakima, Richland                                                            |
| 9        | Washington           | Oeste                | Seattle, Tacoma                                                                      |
| 4        | West Virginia        | Norte                | Clarksburg, Elkins, Martinsburg, Wheeling                                            |
| 4        | West Virginia        | Sul                  | Beckley, Bluefield, Charleston, Huntington                                           |
| 7        | Wisconsin            | Leste                | Green Bay, Milwaukee                                                                 |
| 7        | Wisconsin            | Oeste                | Madison                                                                              |
| 10       | Wyoming              | Wyoming              | Casper, Cheyenne, Mammoth                                                            |